# Мариника Тепић
Мариника Тепић (Панчево, 8. август 1974) српска је политичарка и бивша новинарка. Од 2019. обавља функцију потпредседнице Странке слободе и правде (ССП).
Рођена је у етничкој румунској породици у Панчеву. Дипломирала је 1995. на Универзитету у Београду. Прво је радила као наставница у основној школи, а касније као новинарка за Радио 021 и новине Данас и Libertatea. Године 2008. ушла је у политику као чланица Лиге социјалдемократа Војводине (ЛСВ). Године 2012. постала је секретарка за спорт и омладину Покрајинске владе Војводине, када су уведени први часови сексуалног образовања. Као чланица ЛСВ, двапут је била посланица Народне скупштине Србије.
Због одлуке председника ЛСВ Ненада Чанка да се кандидује на председничким изборима 2017, напустила је ЛСВ и постала чланица Нове странке, коју је напустила 2018. Била је део Савеза за Србију од оснивања 2018, а годину дана касније постала је један од потпредседника ССП, коју предводи Драган Ђилас. Од тада је активна као истакнута опозициона политичарка. У свом политичком деловању је оптуживала Александра Вучића и СНС да су умешани у организовани криминал. Посланички мандат у Народној скупштини изгубила је 2020. јер је ССП донела одлуку о бојкоту избора, али се после избора 2022, на којима је предводила опозициони савез Уједињени за победу Србије, вратила у Народну скупштину. Од 2022. предводи посланичку групу Правац Европа (раније Уједињени).

## Детињство, образовање и каријера
Рођена је 8. августа 1974. у етничкој румунској породици у Панчеву, тада у саставу Социјалистичке Републике Србије. Године 1995. дипломирала је енглески и румунски језик на Филолошком факултету Универзитета у Београду, а исте године почела је да предаје наставу енглеског у Основној школи „Васа Живковић” у Панчеву. Између 1997. и 2009. радила је као професионална новинарка, пишући и извештавајући за Радио 021, као и новине Данас и Libertatea. Такође је борац за људска и мањинска права, а била је и заменица директора Националног савета за децентрализацију Републике Србије.

## Политичка каријера

### Локална политика
Била је чланица Изборне комисије града Панчева на локалним изборима у Србији 2008. Нашла се прва на изборној листи ЛСВ на изборима за одборнике Скупштине града Панчева на локалним изборима 2012. где је листа освојила пет мандата. Дала је оставку на место одборнице 16. јула 2012. након што је прешла у Покрајинску владу.
Поново је предводила листу ЛСВ у Панчеву на локалним изборима 2016. и поново је изабрана када је листа освојила шест мандата. Поднела је оставку 4. јула 2016, овај пут због функције посланице у Народној скупштини.

### Покрајинска влада
Била је на двадесет четвртом месту на изборној листи ЛСВ на покрајинским изборима у Војводини 2012. Током овог периода, половина од 120 мандата у Скупштини АП Војводине одређена је по пропорционалном изборном систему, а друга половина избором у једночланим изборним јединицама. ЛСВ је освојила осам пропорционалних мандата, а Тепић није изабрана за посланицу. Међутим, странка је била део коалиционе владе која је образована након избора, а Тепић је именована за једног од чланова Владе, обављајући функцију покрајинске секретарке за спорт и омладину.
Године 2013. надгледала је увођење првих часова сексуалног образовања у Војводини, након десетомесечног процеса консултација. Приметила је да је деведесет пет процената родитеља које је анкетирао Секретаријат одобрило иницијативу и утврдила да је мало вероватно да ће се програм суочити са јаким степеном противљења, као што је то био случај у суседној Хрватској. Упркос томе, неки образовни материјали објављени кроз иницијативу изазвали су реакцију друштвено-конзервативних група. Демократска странка Србије, која је имала четири посланика у Скупштини АП Војводине, тврдила је да је једна публикација „промовисала хомосексуалност” и да би Тепић требало да поднесе оставку на место секретарке. Одбранила је материјал и остала на својој функцији.
Добила је шесто место на листи ЛСВ на покрајинским изборима 2016, који су у потпуности спроведени по систему пропорционалне заступљености. Странка је освојила девет мандата. Тепић је била изабрана за посланицу, али је одбила свој мандат како би била у Народној скупштини, у коју је изабрана на паралелним парламентарним изборима 2016. И на парламентарним и на покрајинским изборима победила је листа Српске напредне странке (СНС). У Војводини је формирана нова влада, а Тепић је одступила са своје функције 20. јуна 2016.

### Народна скупштина

#### Лига социјалдемократа Војводине
ЛСВ је учествовала на парламентарним изборима у Србији 2014. на листи бившег председника Србије Бориса Тадића. Тепић је се нашла на шестом месту на листи и изабрана је када је листа освојила осамнаест мандата. Међутим, убрзо након тога дала је оставку како би наставила рад у Покрајинској влади.
На парламентарним изборима 2016. нашла се на једанаестом месту на коалиционој листи на којој је био и ЛСВ, где је поново изабрана када је листа освојила тринаест мандата. Листа СНС је победила на изборима, а Тепић је била у опозицији. И поред тога, именована је за шефа скупштинског одбора за европске интеграције. Била је и заменик члана Одбора за људска и мањинска права и равноправност полова, Одбора за права детета и Одбора за административно-буџетска, мандатно-имунитетна питања, заменик члана делегације Србије у парламентарној димензији Централно-европске иницијативе и члан посланичких група пријатељства са Немачком, Италијом и Холандијом.
Као народна посланица, Тепић је 27. јуна 2016. заједно са Сулејманом Угљанином, Чедомиром Јовановићем, Жарком Кораћем, Наташом Мићић, Ненадом Чанком и осталим посланицима СДА Санџака, ЛДП и ЛСВ упутила „предлог резолуције о геноциду у Сребреници”, коју је требало да усвоји Народна скупштина. Идеју о доношењу ове резолуције су подржали посланици Мехо Омеровић из Социјалдемократске партије Србије и Александар Чотрић испред Српског покрета обнове.
У јануару 2017. поднела је оставку из ЛСВ у знак протеста због одлуке председника странке Ненада Чанка да се кандидује на председничким изборима у Србији 2017. уместо да подржи кандидатуру Саше Јанковића. Била је у Јанковићевом политичком комитету током кампање. Јанковић је освојио друго место на изборима, иза Александра Вучића. У априлу 2017, након што је иступила из странке, смењена је са одборничких функција у Народној скупштини по одлуци ЛСВ.

#### Нова странка
У априлу 2017. придружила се Новој странци Зорана Живковића, чиме је постала њен други посланик на актуелном заседању Народне скупштине. Именована је за члана Председништва странке и њеног покрајинског вођу у Војводини. Следећег месеца, Живковић и Тепић придружили су се троје бивших чланова Доста је било и основали нову посланичку групу Самосталних посланика.
Године 2017. узнемиравали су је анонимни припадници екстремно-десничарских група који су остављали графите. Један од графита садржао је текст који је гласио: „Корнељу Кодреану, не Мариника Чобану”. Нова странка је осудила ове поруке и тврдила да их Влада и државни органи одобравају. У истом периоду, пријавила је да је претње смрћу примила од десничарских група, а Живковић је позвао Владу да процени да ли јој је потребна државна заштита. Мехо Омеровић, председавајући скупштинског одбора за људска и мањинска права, осудио је ове претње и позвао полицију да осигура њену заштиту.
Нова странка је учествовала на изборима за одборнике Скупштине града Београда 2018. у коалицији са Демократском странком и Социјалдемократском странком. Међутим, листа није прешла изборни цензус. Тепић је наредног месеца поднела оставку на функције у Новој странци, рекавши да странка није била спремна да разуме поруку бирача. Неки медији су то протумачили да је она иступила из странке, али је касније појаснила да је и даље њен члан, као и да не позива Живковића да поднесе оставку на место председника. Међутим, до септембра исте године није више активно учествовала у раду странке.

#### Странка слободе и правде
Дана 19. априла 2019. изабрана је за потпредседницу новоформиране Странке слободе и правде (СCП). Као и неколико других опозиционих странака, ССП је 2019. започела политику неучешћа у државним институцијама, укључујући Народну скупштину, и бојкотовала парламентарне изборе 2020.
Од приступања ССП, постала је један од најистакнутијих критичара владавине Александра Вучића и управе Србије коју предводи СНС. Оптужила је режим за умешаност у организоване криминалне групе, оптужујући да је Влада створила озлоглашени клан Беливук пре него што се касније окренула против њега. У априлу 2021. оптужила је Драгана Марковића Палму, председника Јединствене Србије (ЈС), да је организовао проституцију жена и девојака, од којих су поједине биле малолетне, у познатом ноћном клубу у Јагодини. Такође је оптужила режим да је Марковића штитио од кривичног гоњења. Истрага је покренута убрзо након што је Тепић први пут подигла оптужницу. Марковић је одговорио да су оптужбе на његов рачун „лажне” и покренуо тужбу против Тепић почетком 2022. Случај је и даље неразјашњен.
Она је крајем 2022. године била на конференцији у Бечу, на којој је Европска партија социјалиста подржала Косово за чланство у ЕУ. Она је једна од потисница декларације са конференције која подржава чланство самопроглашеног Косова у ЕУ.
Опозиционе странке у Србији окончале су бојкот изборног процеса 2022. Тепић је на парламентарним изборима 2022. наступила као носилац листе Уједињени за победу Србије, где је била трећа на листи која је тада освојила укупно тридесет осам мандата. Листа СНС је поново победила на изборима, а ССП је остала у опозицији. Крајем маја 2022. најављено је да ће Тепић предводити посланичку групу коју чине ССП, Покрет слободних грађана (ПСГ), Покрет за преокрет (ПЗП), Удружени синдикати Србије „Слога” (УСС Слога) и поједини независни чланови. Посланичка група је касније названа Правац Европа (раније Уједињени). Чланица је Одбора за контролу служби безбедности, заменица члана Одбора за одбрану и унутрашње послове и председавајућа Парламентарног одбора за стабилизацију и придруживање.
Првог јуна 2022. изразила је подршку увођењу санкција Русији због инвазије Русије на Украјину. На парламентарним изборима 2023. је носилац листе коалиције Србија против насиља уз Мирослава Алексића.
Тепићева је јуна 2025. у јавност изнела тврдњу да су из Јужне Америке шверцовани пакети кокаина са фотографијом председника Александра Вучића. Њени наводи су демантовани и утврђено је да се на фотографијама налази колумбијски председник Густаво Петро.

## Приватни живот
Удата је за Милана Тепића, некадашњег функционера Демократске странке Србије. Изјавила је да су се упознали преко спорта — Тепић је тренирао фудбал, а она балет. Пар је 2015. добио ћерку, док она из претходног брака има сина. Живе у Новом Саду.